# Código de pañuelos

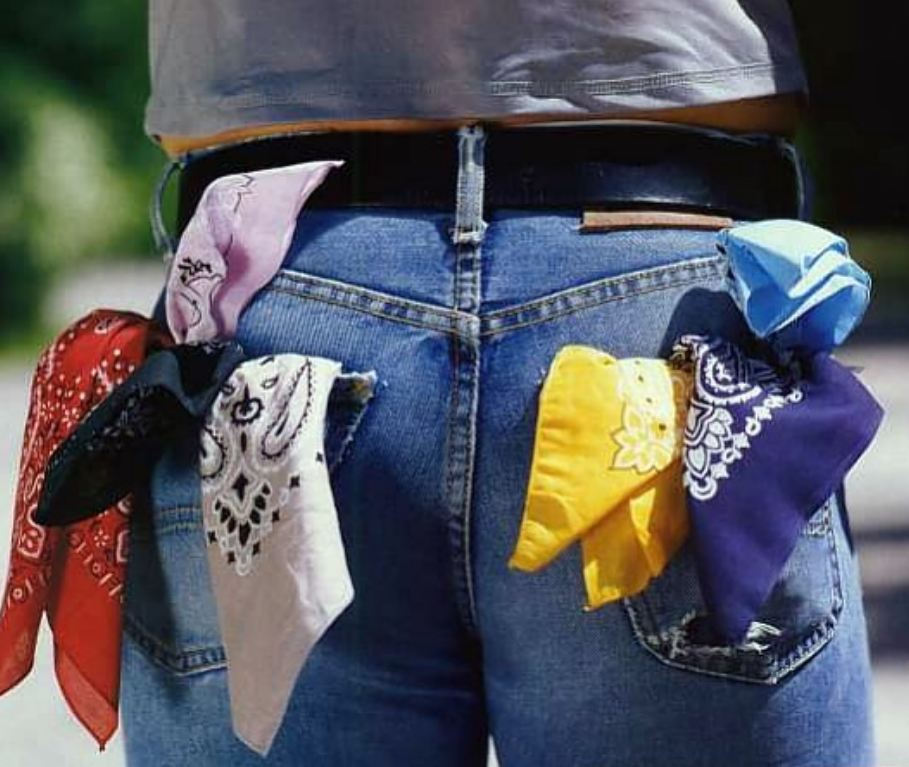
Los pañuelos generalmente se colocan en los bolsillos traseros del pantalón.

El código de pañuelos (traducción del inglés handkerchief code y también conocido como hanky code o flagging) es un medio de comunicación no verbal usado en diferentes ámbitos sociales y políticos, por lo que depende del contexto que un tipo de pañuelo tenga un significado u otro, incluyendo su color, estampado y parte del cuerpo donde una persona lo vista.
Actualmente sus usos son en su mayoría estéticos y son muy utilizados en el mundo de la moda, pero abarcan una gran serie de utilidades y significados además de ser meramente accesorios; siempre va a depender de que la gente tome ciertos colores como simbolismo de un movimiento en una época concreta.

## Orígenes
El uso de pañuelos de colores alrededor del cuello como accesorio práctico era común a mediados y finales del siglo xix entre los vaqueros, los ingenieros de los ferrocarriles de vapor y los mineros del oeste de los Estados Unidos. Se cree que el uso de pañuelos por parte de los hombres homosexuales se originó en San Francisco después de la fiebre del oro de California cuando, debido a la escasez de mujeres, los hombres que bailaban juntos en los square dances desarrollaron un código en el que el hombre que llevaba el pañuelo azul asumía el papel masculino en el baile, y el hombre que llevaba el pañuelo rojo asumía el papel femenino (estos pañuelos se usaban generalmente alrededor del brazo o colgando del cinturón o en el bolsillo trasero de los pantalones vaqueros).
Una teoría sobre el origen del código de pañuelos señala su aparición en la ciudad de Nueva York a finales de 1970 o a principios de 1971, cuando un periodista del semanario The Village Voice bromeó que en lugar de andar dando claves para indicar si uno era activo o pasivo, sería más fácil anunciarlo sutilmente llevando pañuelos de diferentes colores. Sin embargo, otras fuentes atribuyen la expansión del sistema original rojo-azul al código actual a las iniciativas de marketing que llevó a cabo en 1971 The Trading Post, una tienda de artículos eróticos de San Francisco, que promocionaba pañuelos imprimiendo tarjetas con el significado de los distintos colores. Mientras tanto, Alan Selby, fundador de Mr. S Leather en San Francisco, afirmó que había creado el primer código para pañuelos con sus socios comerciales de Leather 'n' Things en 1972, cuando su proveedor de pañuelos duplicó inadvertidamente su pedido y el código ampliado les ayudaría a vender los colores adicionales que habían recibido.

## Uso

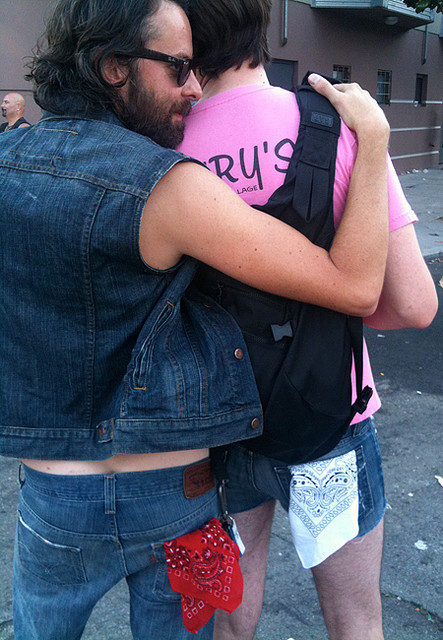
Dos hombres gays utilizando el código de pañuelos.

En el ambiente gay, generalmente en los lugares donde se buscan relaciones sexuales esporádicas o en los locales de cultura leather donde se practica el BDSM, para indicar la práctica sexual en que se está interesado, los fetichismos sexuales que se prefieren, y si se es activo o pasivo. El uso del código de pañuelos se generalizó entre los homosexuales y bisexuales estadounidenses a principios de los años 1970, y luego en el resto de Occidente.
Este código de colores consiste en llevar un pañuelo de color, generalmente colgado de los bolsillos traseros del pantalón, atado a las trabillas o al brazo. El pañuelo situado en la parte izquierda indica que se es activo —o el que ejecuta la acción determinada por el color del pañuelo— y en la derecha, pasivo —o el que recibe la acción determinada por el color del pañuelo—. Esta polaridad izquierda/derecha se originó en el uso de un juego de llaves en la trabilla izquierda por los activos y en la derecha por los pasivos pertenecientes a la cultura leather. También los pañuelos pueden usarse atados al cuello —lo que indica que se es versátil, es decir, que tanto ejecuta como recibe la acción determinada por el color del pañuelo—, con el nudo a la izquierda o a la derecha, al tobillo o en otras partes del cuerpo. Además de con pañuelos, el código puede señalarse con brazaletes de cuero y pulsera de plástico de los mismos colores. 
Aunque existe un consenso generalizado sobre el significado de los colores básicos (amarillo para urolagnia, blanco para masturbación, marrón para coprofilia y negro para sadomasoquismo), existe más de una lista extendida de colores, por lo que el significado de algunos de ellos puede cambiar regionalmente.
El código del pañuelo ha experimentado recientemente un resurgimiento y, aunque el uso de pañuelos puede no ser tan frecuente, los colores de los pañuelos son una consideración común en la elección del color del cuero y los artículos fetichistas. Según el Schwules Museum, la creación de la bandera del orgullo leather en 1989 marcó «un punto de inflexión en la historia de los movimientos de cuero y BDSM, en su mayoría gays: alejarse de los signos y símbolos secretos (los pañuelos, por ejemplo) hacia una visibilidad más obvia y pública, tanto en la escena gay como en la sociedad en general».
Las redes sociales pueden haber disminuido el uso de pañuelos en las áreas de cruising al digitalizar el proceso. Al utilizar plataformas en línea, los hombres que tienen sexo con hombres (HSH) pueden eliminar el acoso y la violencia que pueden enfrentar en público. Los servicios de redes sociales para HSH les permiten identificar fácilmente los intereses sexuales sin la necesidad de vestimenta física.

## Colores

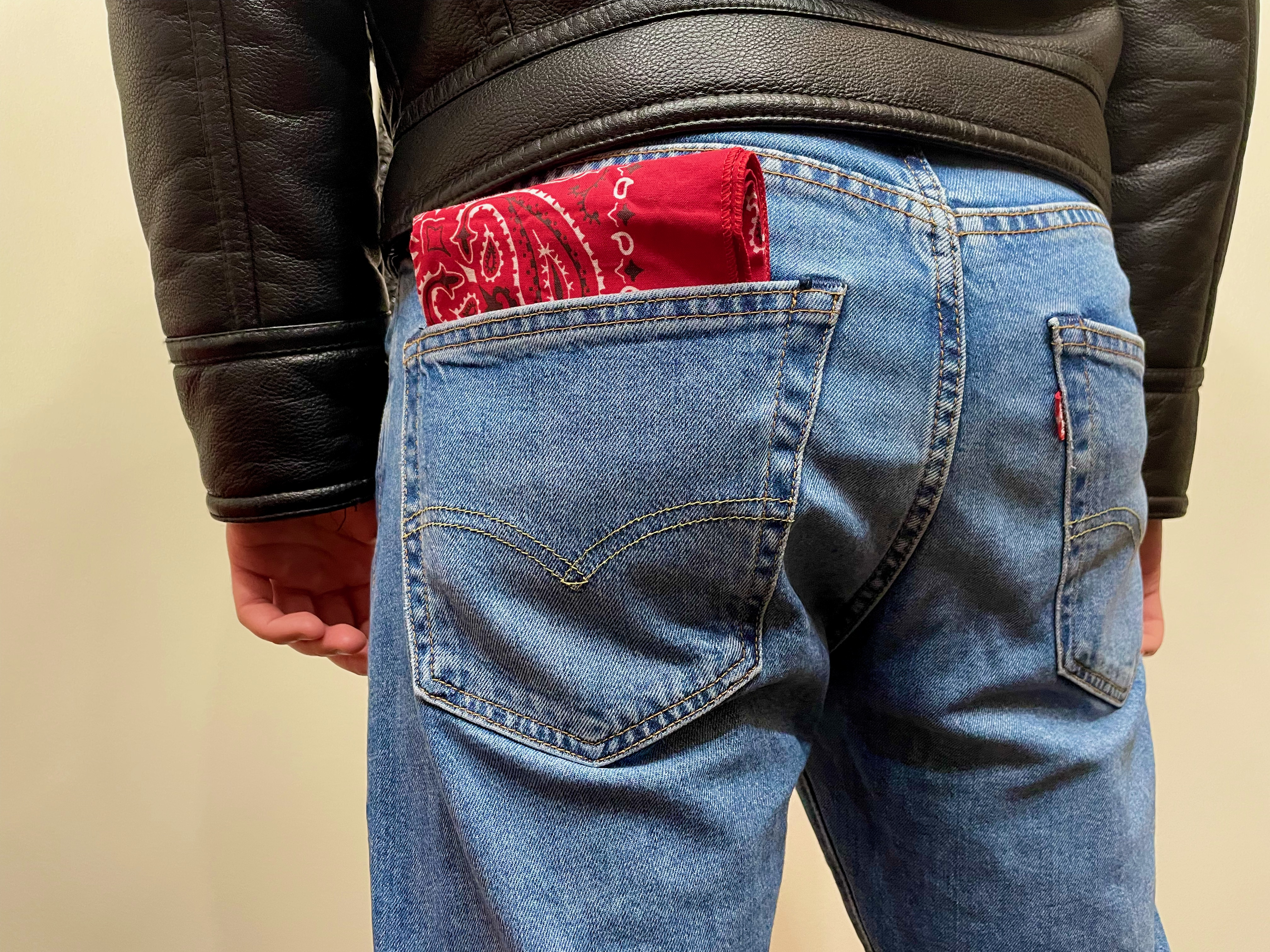
Un pañuelo rojo significa interés en fisting.

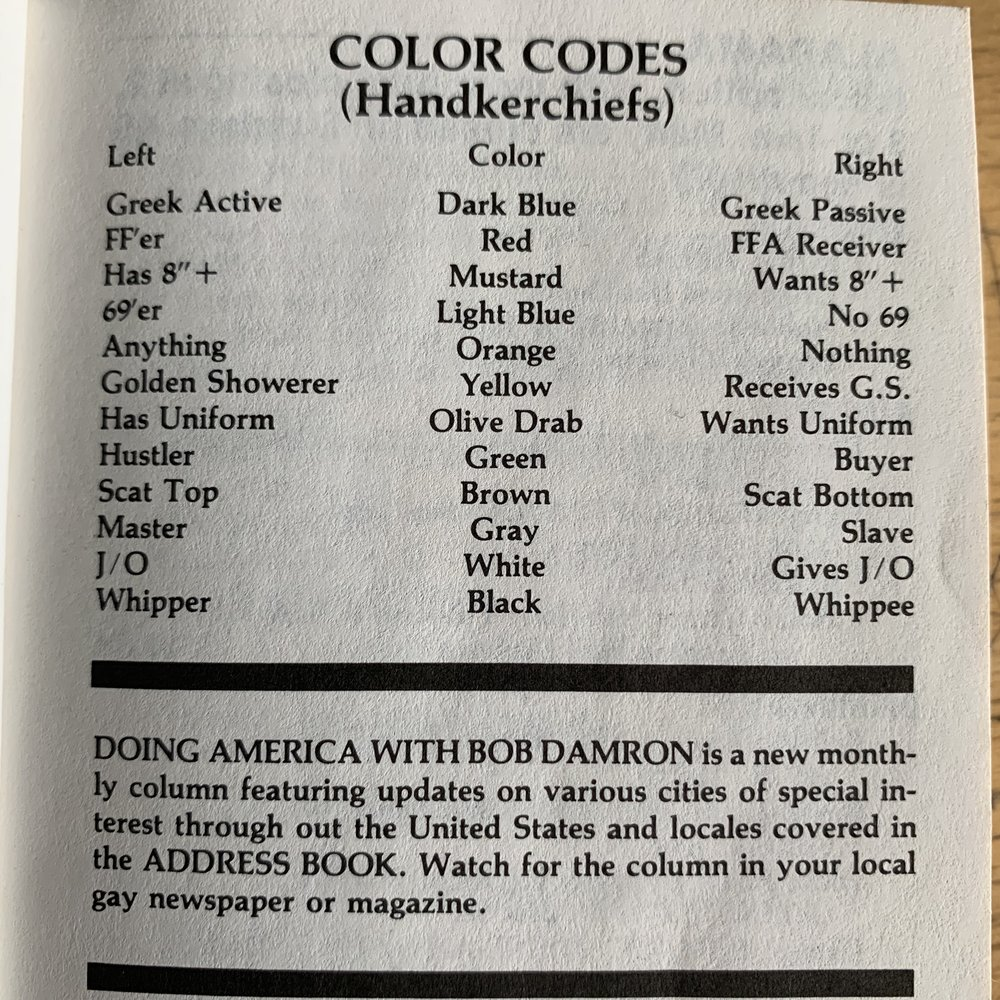
Código de colores según Bob Damron's Address Book (1980).

La lista básica y más generalizada consta de once colores. Está implícita la polaridad izquierda/derecha en todos los colores de la lista: situar el pañuelo a la izquierda indica que se desea ser el miembro activo o dominante de la pareja o quien ejecute la acción, mientras que a la derecha indica que se desea ser el miembro pasivo o sumiso de la pareja o quien reciba la acción, según cada color —sin embargo, esto puede resultar ambiguo en algunos casos: por ejemplo, el pañuelo azul claro a la izquierda indica que desea sexo oral y a la derecha, que hace sexo oral—.
| Color       | Significado        |
| ----------- | ------------------ |
| Amarillo    | Lluvia dorada      |
| Celeste     | Sexo oral          |
| Azul oscuro | Sexo anal          |
| Blanco      | Masturbación       |
| Gris        | Bondage            |
| Marrón      | Scat               |
| Morado      | Gente con piercing |
| Naranja     | Cualquier práctica |
| Negro       | S&M                |
| Rojo        | Fisting            |
| Verde       | Prostituto         |

Además de pañuelos, también pueden usarse brazaletes de cuero o pulseras de plástico de colores con el mismo código.